# Damon Gupton
Damon Jamal Gupton (Detroit (Michigan), 4 januari 1973) is een Amerikaanse acteur en orkestdirigent. Hij staat bekend om zijn vaste rollen als Charles Foster in Deadline, Evrard Velerio in Prime Suspect, Adam Page in The Divide, Detective Cal Brown in The Player, Deputy Chief Henderson in Black Lightning en SSA Stephen Walker in Criminal Minds. Hij speelde ook mee in de films The Last Airbender, Whiplash en La La Land.

## Biografie

### Vroegere leven en onderwijs
Gupton is geboren in Detroit (Michigan). Hij ging naar school aan de Universiteit van Michigan, waar hij afstudeerde met een bachelor in muziekeducatie.
Hij ontving de Emerging Artist Award van de University’s School of Music, Theater & Dance Alumni Society. Hij studeerde ook af in drama aan de Juilliard School in New York. Damon studeerde orkestdirectie aan het Aspen Music Festival and School met David Zinman en Murry Sidlin.

### Carrière
Damon Guptons eerste film was Unfaithful in 2002.
Hij was een American Conducting Fellow bij de Houston Symphony in 2004 en in 2006 was hij een assistent-dirigent bij Kansas City Symphony. Damon was nog gastdirigent in orkesten zoals Cincinnati Pops, Cleveland Orchestra, San Antonio Symphony, Princeton Symphony en veel andere. Hij was ook dirigent van Phinx chamber orchestra tijdens hun nationale toer.
Gupton won de derde editie van de International Eduardo Mata Conducting Competition in Mexico-Stad, de Robert J. Harth Conducting Prize en The Aspen Conducting Prize.
In 2012 trad Gupton op in de broadway productie van het toneelstuk Clybourne Park. In september 2012 kreeg Gupton de hoofdrol in de drama serie The Divide waarin hij
Attorney Adam Page speelde.
 
Gupton kwam in februari 2015 bij de cast van de serie The Player. Op 3 december 2015 kreeg hij de rol van psychiater Gregg Edwards in het vierde seizoen van Bates Motel.

## Filmografie

### Films
| jaar | Titel                                   | Rol                    |
| ---- | --------------------------------------- | ---------------------- |
| 2002 | Unfaithful                              | Andere Zakenman        |
| 2007 | Before the Devil Knows You're Dead      | Dokter                 |
| 2006 | Helen at Risk                           | Pearson                |
| 2010 | The Last Airbender                      | Monk Gyatso            |
| 2012 | This Is 40                              | Colonoscopy Technician |
| 2014 | Whiplash                                | Mr. Kramer             |
| 2015 | Always Watching: A Marble Hornets Story | Leonard herring        |
| 2016 | La La Land                              | Harry                  |

### Televisie
| Jaar      | Titel                        | Rol                     |
| --------- | ---------------------------- | ----------------------- |
| 1999      | Law & Order                  | Sammy Morris            |
| 2000      | The Loretta Claiborne Story  | Sam Claiborne           |
| 2000      | Third Watch                  | Carter                  |
| 2000-2001 | Deadline                     | Charles Foster          |
| 2002      | Hack                         | Mark Simmons            |
| 2006      | Drift                        | Sal Bianca M.E.         |
| 2006      | Conviction                   | Keith Watts             |
| 2009      | The Unusuals                 | Wiley Probst            |
| 2010      | Law & Order: Criminal Intent | Detective Gearhardt     |
| 2010      | Strange Brew                 | Lester Lewis III        |
| 2011-2012 | Prime Suspect                | Evrard Velerio          |
| 2012      | The Newsroom                 | Sutton Wall             |
| 2014      | Rake                         | Marcus Barzmann         |
| 2014      | Suits                        | James Quelling          |
| 2014      | The Divide                   | Adam Page               |
| 2015      | Empire                       | Calvin Walker           |
| 2015      | The Player                   | Detective Cal Brown     |
| 2016-2017 | Bates Motel                  | Dr. Gregg Edwards       |
| 2016-2017 | Criminal Minds               | SSA Stephen Walker      |
| 2016      | Goliath                      | Leonard Letts           |
| 2018      | Dirty John                   | Detective Dennis Lukens |
| 2018-2020 | Black Lightning              | Inspecteur Henderson    |
| 2020      | The Comey Rule               | Jeh Johnson             |